# Querelle des rites
La querelle des rites voit s'opposer différentes visions de la mission et de l'évangélisation entre les ordres missionnaires jésuites, franciscains et dominicains aux XVIIe et XVIIIe siècles.

## Le contexte de la querelle

### Contexte général
En Europe, l'intérêt croît pour les contrées lointaines, avec le développement des colonies. L'Inde, le Japon, la Chine, l'Amérique latine, aux civilisations exotiques, éveillent l'intérêt des intellectuels. Cette curiosité est suscitée et nourrie par les actions et les nombreux livres produits par les missionnaires, notamment jésuites.
Sur un plan religieux, la fin du XVIIe siècle voit se déclencher la « querelle des rites », née de la confrontation entre les partisans d'une adaptation de l'enseignement de la religion aux coutumes et usages locaux, et les tenants de la seule transmission d'un christianisme orthodoxe à vocation universelle.
Au cours de leurs activités missionnaires, les jésuites pratiquent le plus souvent, avec succès, le principe de l'« accommodation » selon lequel il convient d'adapter — de façon pertinente — la présentation et l'enseignement du christianisme à la culture indigène.
Nonobstant, en 1634, une controverse débute, qui durera près d'un siècle et divisera les ordres missionnaires (Jésuites, Franciscains et Dominicains).
Accepter les rites indigènes semble pouvoir favoriser le retour de certaines formes de paganisme ou de culte des idoles. Le pape Clément XI interdit ces pratiques en 1704 et, quarante ans plus tard en 1744, sous Benoît XIV, la bulle Omnium Sollicitudinum proscrit définitivement les « rites non chrétiens ».
Cependant, dans une instruction en date du 8 décembre 1939, le pape Pie XII admet l'opportunité d'une adaptation, notamment en admettant que les catholiques chinois effectuent des signes de respect à l’égard de Confucius ou des ancêtres.

### Contextes locaux

#### Inde
Dès 1537, une caste des Indiens de la côte de Coromandel se convertit au christianisme. À partir de 1541, François Xavier, l'un des fondateurs de l'Ordre des Jésuites, traduit en tamoul le Credo, les Dix Commandements, le Pater Noster et d'autres textes chrétiens et se trouve être vénéré encore aujourd'hui comme l'une des divinités de leur caste. L'autre groupe chrétien qui a perduré est celui des « Chrétiens de Thomas », sur la côte de Malabar, sachant que leur inspiration a pu être aussi influencée vers le IVe siècle par les chrétiens sassanides ou nestoriens.

#### Japon
En 1549, la mission jésuite qui s'installe au Japon reçoit un accueil favorable et probablement intéressé des seigneurs locaux — les daimyos. Le Père Valignano, jésuite italien, prend le parti de s'appuyer sur la culture existante et imagine une langue dérivée du japonais pour transmettre les notions chrétiennes fondamentales. À partir de 1573, les daimyos réussissent à réunifier le pays et le Shogun axe sa politique sur les préceptes du Confucianisme (sans pour autant en faire une religion d'État). Dès lors, les chrétiens — qui ne sont pas eux-mêmes unanimes sur la conduite à tenir — sont considérés comme secte. En 1614, un édit dénonce les chrétiens et les jésuites comme étant des « agents de l'étranger » principalement à cause de la perception des missionnaires comme une avant-garde des conquistadors et de la capture de Japonais pour les revendre comme esclaves[réf. nécessaire]. Les chrétiens sont dès lors sévèrement persécutés. La rébellion de Shimabara (1637-1638) ayant été composée et menée par des chrétiens, un édit de 1639 les expulse et met fin aux premières tentatives missionnaires au Japon, même si des chrétiens y subsistent jusqu'au retour des missionnaires au XIXe siècle.

#### Chine
La mission en Chine débute avec le Père italien Matteo Ricci (1552-1610) qui s'efforce d'adopter le style de vie du pays, allant jusqu'à se vêtir et prendre l'apparence chinoise. « Se positionnant comme médiateur entre cultures, Matteo Ricci s'efforce de dégager dans la littérature chinoise tout ce qui paraît proche du christianisme pour fournir un point de départ à sa prédication. Pour ce faire, il interprète de façon chrétienne les notions confucéennes de Tien (Ciel), et de Shang Di (Grand Seigneur ou Seigneur d'en Haut) faisant de ce dernier terme le synonyme de Dieu. ».
Pour autant, la coexistence de la tradition chrétienne avec les traditions chinoises reste problématique : « L'idée d'un Dieu personnel et créateur, qui se met en colère et juge, mais qui peut aussi pardonner ne correspond en rien au Shang Di chinois, force impersonnelle qui ordonne et vivifie l'Univers et qui, en tant qu'“origine cosmique” et créateur du monde ne peut éprouver ni haine, ni amour. Péché originel, création, incarnation, rédemption (...) sont des notions tout aussi étrangères à la pensée chinoise que la Trinité ou la naissance virginale (de Jésus). Ainsi les transpositions des traditions chrétiennes n'ouvrirent-elles à la compréhension qu'un pont, praticable certes, mais extrêmement branlant. »
19 mars 1715 : bulle Ex Illa Die. Sur avis du légat pontifical Charles-Thomas Maillard de Tournon (mort en 1710) les rites traditionnels chinois sont interdits par Clément XI, malgré une intervention de l'empereur lui-même.
Après l'apostolat de Ricci, et son bilan nuancé, l'incompréhension dont la papauté fait preuve à l'occasion de la querelle des rites détourne nombre de Chinois : en 1717, l'empereur interdit la prédication chrétienne en Chine et dès 1723, les missionnaires sont expulsés et les chrétiens persécutés.

#### Amérique latine
En 1604, les Jésuites reçoivent du Roi Philippe III d'Espagne l'administration d'une région (à cheval sur les États contemporains de l’Argentine, du Paraguay, du Brésil et de l’Uruguay) et y instaurent une « République Chrétienne ». Ils mettent en place des « réductions » ; communautés gérées par les Indiens eux-mêmes où les habituelles règles coloniales ne s'appliquent pas. L'organisation s'inspire des traditions locales et les caciques locaux sont les fonctionnaires gestionnaires sous la surveillance des Pères. En 1767, 70 communautés de ce type regroupent 200 000 personnes.
Les principales notions de la doctrine chrétienne sont transposées et traduites dans la langue indigène : le « monde sans mal » des Indiens devient le « Paradis », « Tupan » le plus puissant démon (le Tonnerre) désigne Dieu. La Cène est représentée avec Jésus et les apôtres ayant des traits indiens. Judas y apparaît sous ceux d'un Espagnol.
Les Portugais accusent les Jésuites de préparer l'indépendance des territoires où se situent les réductions et ceux-ci sont expulsés en 1759 et proscrits de l'empire espagnol en 1767.

## Évolution de la querelle

### Points en litige
Les débats s'articulent autour de plusieurs points.
- Le premier point concerne la traduction du terme Dieu. La première appellation, tianzhu, vient des bouddhistes alors que la seconde, tiandi, dérive des Classiques (du confucianisme). La question est aussi de savoir si le mot Ciel, tian, est pour les Chinois plus que le simple ciel matériel, s'il contient aussi l'idée d'un principe suprême. De même tous les mots liés au culte chrétien (temple, sacrifice etc.) ont été finalement tirés des Classiques par les Jésuites.
- Le deuxième point concerne une tablette calligraphiée et offerte par l'empereur. Elle porte l'inscription « adorer le Ciel », jing tian. Le sens peut être analysé de plusieurs manières. Cette tablette est copiée et mise dans les églises en Chine. Les Chinois la vénèrent-ils car elle vient de l'empereur et est un simple symbole de la protection de l'empereur ou est-ce de l'idolâtrie ? La question est de savoir si ces rites sont de nature purement civile ou vraiment religieuse, et ainsi définir s'ils relèvent ou non de l'idolâtrie.

### Les divergences entre missionnaires
Après 1633, la Querelle des rites est aussi la partie visible des différends qui séparent les ordres de missionnaires. Les Dominicains lancent l'offensive en se plaignant que les Jésuites permettent à leurs convertis les rites aux Ancêtres et à Confucius. En 1639, une enquête commence de la part de Rome pour faire la lumière sur ce que permettent les Jésuites en Chine.
Les décrets des papes se suivent et se contredisent.
En 1645, un décret du pape Innocent X déclare les cérémonies comme superstitieuses et idolâtriques.
En 1656, un décret inverse du nouveau pape Alexandre VII considère une partie des cérémonies, dont les hommages aux Anciens, comme des coutumes civiles.
Finalement en 1669, Clément IX déclare le premier décret encore valide. Une confusion certaine règne entre les diverses proclamations.
En 1693, un mandement est proposé par Charles Maigrot, des Missions étrangères de Paris, et soutenu par son supérieur, Jacques-Charles de Brisacier : c'est l'élément déclencheur de la crise.
Il contient une proposition : utiliser Tianzhu pour Dieu, interdire la tablette impériale dans les églises, interdire les rites à Confucius, condamner les cultes et tablettes des Ancêtres et encore quelques précisions. Et tout cela au moment même où Kangxi décrète l'Édit de tolérance.
Au sein des Jésuites et des autres ordres de missionnaires, les avis sont partagés. Dans le groupe des personnes favorables aux rites, on retrouve les missionnaires qui sont depuis plus longtemps en Chine, et donc influencés par les intellectuels chinois. De même, ceux qui admirent Ricci, poursuivant donc ses recherches en sinologie et les contacts avec les élites, sont plutôt favorables aux rites. Deux fois les empereurs chinois se sont montrés ouverts aux Européens, deux fois les intellectuels chinois sont entrés dans un échange fructueux avec l'Occident, surtout dans les domaines scientifiques et culturels. Tout au long du XVIIe siècle, les Jésuites réussirent en Chine, malgré leurs ennemis, un travail remarquable grâce à la protection des empereurs Shunzi et Kangxi. Deux de leurs représentants, l'Allemand Adam Schall von Bell puis le Belge Ferdinand Verbiest, excellents astronomes et mathématiciens, obtinrent ainsi des fonctions clefs. Mais la condamnation officielle des rites chinois par le pape en 1704 et la perte de la mission jésuite furent tragiques pour l'Asie. 
Un autre groupe de missionnaires, qui travaille plus à la christianisation par le bas et qui probablement fait face plus qu'aux rites officiels à toutes sortes de superstitions locales, est favorable au mandement.
Mais il ne faut pas oublier que les Chinois n'apprécient certainement pas que des missionnaires s'opposent à leurs rites et traditions. Une justification pour la permission des rites est le fait que ces derniers vont peu à peu disparaître, mais que les garder au début facilite selon certains les conversions.

### Condamnation papale définitive
Interdiction de 1704
Un décret de Clément XI en 1704 condamne définitivement les rites chinois. Il reprend les points du Mandement. C'est à ce moment qu'est instauré par l'empereur le système du piao : pour enseigner en Chine les missionnaires doivent avoir une autorisation — le « piao » — qui leur est accordée s’ils acceptent de ne pas s’opposer aux rites traditionnels. Charles Maigrot, envoyé du pape en Chine, refuse de prendre le piao, et est donc chassé hors du pays.
L'empereur Kangxi est impliqué dans le débat. L'empereur convoque l'accompagnateur de Maigrot et le soumet à une épreuve de culture : ce dernier ne réussit pas à lire des caractères et ne peut discuter des Classiques. L'empereur déclare que c'est son ignorance qui lui fait dire des bêtises sur les rites. De plus, il lui prête plus l'intention de brouiller les esprits que de répandre la foi chrétienne. Les Chinois commencent à percevoir le manque d'unité dans le message des missionnaires. Kangxi juge impertinents les jugements émis par des gens peu cultivés. Une nouvelle délégation est conduite par Carlo Ambrogio Mezzabarba (it). Il devait faire accepter le Mandement par les Jésuites en Chine. L'accueil est poli, mais peu à peu la pression s'exerce envers Mezzabarba pour qu'il approuve les rites.
Autorisation de 1721
Une bulle papale en 1721, de Benoît XIII, accorde les huit permissions requises par les Jésuites et retransmises par Mezzabarba. Yongzheng succède à Kangxi comme empereur et interdit le christianisme en 1724. Seuls les Jésuites, scientifiques et savants à la cour de Pékin, peuvent rester en Chine.
Interdiction de 1742
Une bulle de Benoît XIV, en 1742, révoque ces huit permissions, réaffirme le décret de Clément XI (1704), et exige dorénavant un serment de la part des missionnaires. Dès 1746, il y a des persécutions. Tous les Européens en Chine sont recherchés et renvoyés à Macao puis en Europe. Le gouvernement recherche aussi les convertis et les oblige à renoncer à leur foi. La répression devient plus dure et violente, d'abord dans les villes puis dans les campagnes.
Autorisation de 1939
En décembre 1939, le cardinal Costantini autorise certains rites de nature politique et non religieuses, le gouvernement du Mandchoukouo ayant assuré quelques années plus tôt le représentant de facto du Saint-Siège, Charles Lemaire, du caractère civil des rites confucéens d'hommage au souverain et aux ancêtres.

## Les répercussions de la querelle
En Occident, les expériences missionnaires et la confrontation avec des peuples lointains conduisent à la relance d'un débat de fond.

### Réflexions sur la nature de l'homme
En 1511, le dominicain Antonino de Montesinos dans un sermon de l'avent prononcé à Saint-Domingue dénonce les méfaits des colonisateurs espagnols :

« Vous êtes tous en état de péché mortel et vous vivez et mourrez ainsi à cause de votre cruauté et de la tyrannie que vous exercez contre un peuple innocent (...) N'avez vous donc point d'âme pourvue d'une raison ? N'êtes vous pas dans le devoir de les aimer comme vous-mêmes ? Vous ne comprenez pas cela ? Vous ne sentez pas cela ? Quel est donc ce profond sommeil, cette léthargie qui vous a saisis ? »

En 1552, Bartolomé de Las Casas (célébré en 1974, lors du 500e anniversaire de sa naissance comme précurseur de la théologie de la libération), convainc Charles Quint d'améliorer la condition des indigènes. Ultérieurement, l'université de Salamanque, dont relevait Las Casas, jouera un rôle essentiel dans le développement des théories des droits naturels et des droits des peuples.

### Réflexions sur la doctrine de l'État
La scolastique espagnole s'interroge sur le rapport entre Peuple et Gouvernement. Martin de Azpilcueta, les dominicains Las Casas et Francisco de Vitoria, les jésuites Juan de Mariana et Francisco Suarez enseignent que le souverain n'est que le représentant du peuple qui détient son pouvoir de Dieu : « Potestas est a Deo per populum ». C'est le peuple tout entier qui a le devoir d'ordonner chrétiennement le monde et le gouvernement n'est que son délégué en la matière. Ces idées « révolutionnaires » sont combattues par l'absolutisme espagnol qui s'impose en Espagne au XVIIe siècle mais n'arrive pas à les éliminer des universités. Ces idées entrent en résonance avec la doctrine de la monarchomachie (du grec : combat contre le monarque) dont les thèses sont publiées en Hollande en 1579 par le calviniste français Duplessis-Mornay sous le titre de Référé contre les tyrans. Le but premier de l'État étant la mission de christianisation, si l'autorité n'accomplit pas son devoir, le peuple doit lui résister afin de ne pas rompre son serment d'obéissance à Dieu. Ce mouvement inspire les membres de l'Union d'Utrecht qui déposent le Roi Philippe II d'Espagne, se déclarent indépendants et fondent la « République des Provinces-Unies». Ils justifient ainsi leur démarche :

« étant donné que si Dieu a institué un prince sur un pays, c'est avant tout pour garder et protéger ses sujets ; et que les sujets n'ont pas été créés par Dieu pour le prince, pour être à sa disposition dans tout ce qu'il commande, ni pour le servir en esclaves, mais que c'est le prince qui a été créé pour régir selon le droit et l'équité (...) s'il ne le fait pas et qu'au lieu de cela il les opprime, leur ôte la liberté, leurs privilèges et leurs droits coutumiers en les dégradant en esclaves, il ne faut plus voir en lui un prince, mais un tyran. Et c'est pourquoi ses sujets doivent en toute justice lui refuser obéissance par décision des États du pays, le délaisser et s'en choisir un autre à sa place. »